# Loum
Pour les articles homonymes, voir Loum (homonymie).
Loum est une commune du Cameroun située dans la région du Littoral et le département du Moungo, sur la route de Douala à Nkongsamba.

## Géographie
La localité de Loum est située sur la route nationale 5 à 40 km au sud du chef-lieu départemental Nkongsamba. La commune s'étend au centre du département du Moungo. La plaine bananière de Loum est une région peu accidentée ou les espaces plats sont ponctués de très nombreux puys. La zone limitrophe du département du Nkam est souvent accidentée couverte de forêt dense et peu peuplée.
|        | Manjo   | Eboné   |
| Tombel | Loum    | Yabassi |
| Penja  | Yabassi |         |

## Histoire
Lors de la Guerre  du Cameroun, et comme d'autres villes camerounaises, Loum est le théâtre en mai 1955 de manifestations contre l’arrestation de militants indépendantistes camerounais. Les protestataires parviennent à prendre d'assaut la prison de la ville, mais les tirs des forces de police font au moins six morts et cinq blessés selon les chiffres de l'administration coloniale.

## Population
Lors du recensement de 2005, la commune comptait 39 707 habitants, dont 37 537 pour Loum Ville.

## Structure administrative de la commune
Outre la ville de Loum proprement dite, la commune comprend les villages suivants  :
- Bonalebe
- Bonandam II
- Badjoki
- Balondo
- Banika
- Bonandam Babong
- Bwanibwa
- Mabombe
- Ngondo I
- Ngondo II
- Ngondo III
- Nkongbassi

## Économie
La ville est connue pour ses cultures telles l'ananas, le poivre, le café-cacao, et la papaye. Loum est reconnue aussi au Cameroun comme la capitale de la banane. La SBM (Société des bananeraies du Moungo) a obtenu une reconnaissance géographique de son poivre[réf. nécessaire], le poivre blanc de Penja, très apprécié.

## Sports
L'Union des mouvements sportifs de Loum est un club de football de 1re division camerounaise Elite One depuis 2014.

## Personnalités nées à Loum
- Abraham Boualo Kome (1969-), évêque de Bafang
- Dorge Kouemaha (1983-), footballeur international
- Dany Priso (1994-), joueur international de rugby.
- Céline Orgelle Kentsop dite Mamiton, comédienne
- Jacques N'Guea (1955-2022), footballeur camerounais
- Stella Kamnga, (1994-), chef de projet, auteure et chroniqueuse